# Кривцы (Пермский край)
Кривцы — деревня в Косинском районе Пермского края. Входит в состав Светличанского сельского поселения. Располагается севернее районного центра, села Коса, на правом берегу Камы. Расстояние до районного центра составляет 50 км. По данным Всероссийской переписи населения 2010 года, в деревне проживало 15 человек (9 мужчин и 6 женщин).

## История
До Октябрьской революции населённый пункт Кривцы входил в состав Гаинской волости, а в 1927 году — в состав Пятигорского сельсовета Гайнского района. По данным переписи населения 1926 года, в деревне насчитывалось 62 хозяйства, проживало 348 человек (161 мужчина и 187 женщин). Преобладающая национальность — русские.
По данным на 1 июля 1963 года, в деревне проживало 220 человек. Населённый пункт входил в состав Пятигорского сельсовета.